# Pol Spilliaert

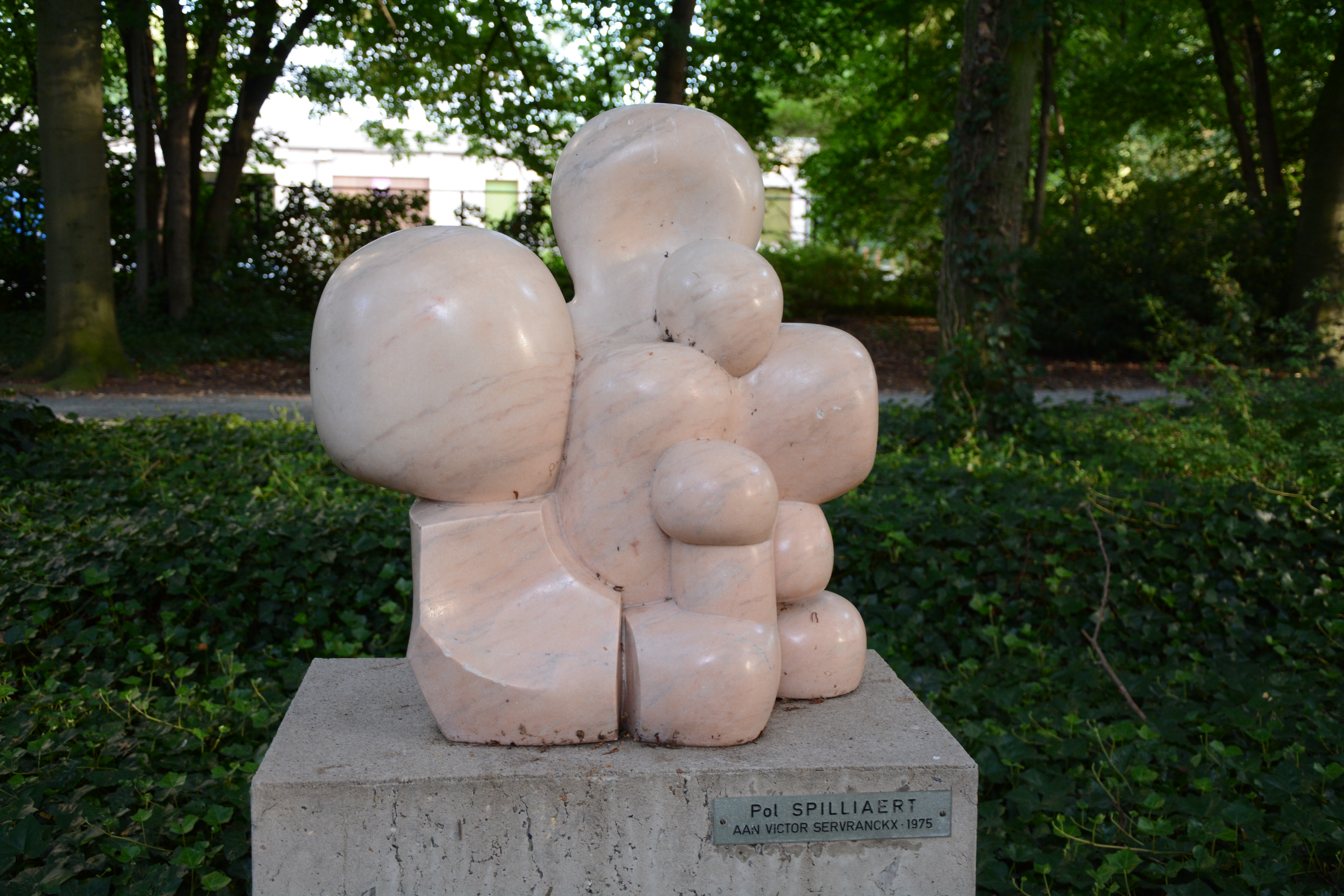
Pol Spilliaert, Aan Victor Servranckx, 1975

Pol Spilliaert (De Panne, 9 december 1935 – Sint-Kruis, 15 juli 2023) was een Belgisch beeldhouwer.

## Levensloop
Spilliaert volgde de opleiding beeldhouwen aan het Ter Kameren Instituut in Brussel, waar hij onder meer Léon Stynen als leraar had. Hij werd er laureaat in 1959.
Hij was leraar aan de Rijksnormaalschool Hasselt (1962-1965) en aan de Rijkslagere Normaalschool in Blankenberge (1964-1967). Van 1967 tot 2000 was hij docent beeldhouwen aan het Hoger Instituut voor Beeldende Kunsten Sint-Lukas in Gent.
De werken van Spilliaert kenmerkten zich door hun abstractie, met als vaak voorkomend thema de man-vrouwverhouding. Hij werkte voornamelijk in marmer en brons en realiseerde monumentale sculpturen. Men vindt zijn werken onder meer in de musea van Antwerpen (Middelheim), Brugge (Groeningemuseum), Oostende (Muzee) en Djedda (Saoedi-Arabië)

## Eerbetoon
- Godecharleprijs voor beeldhouwkunst (1959)
- Berthe Artprijs voor beeldhouwkunst (1962)
- Eerste prijs Nationale wedstrijd Openluchtbeeldhouwkunst, Anderlecht (1966)
- Prijs Jeune Sculpture Belge (1967)
- Laureaat provinciale prijs beeldhouwkunst West - Vlaanderen (1970)

## Films
- Ventoux, realisator R. Borguet, tekst Jaak Fontier.
- Van een verre reis terug, realisator R. Borguet, tekst Jaak Fontier.

- Gemeinsame Normdatei: 131805096
- International Standard Name Identifier: 0000 0000 5543 5600
- Library of Congress Control Number: n2007020770
- Nederlandse Thesaurus van Auteursnamen: 290719631
- RKD-Nederlands Instituut voor Kunstgeschiedenis: 74342
- Virtual International Authority File: 24045459
- WorldCat: E39PBJyMkhXWprkV8qRBytdPcP